# Ajawaan Lake
Ajawaan Lake är en sjö i Kanada.   Den ligger i provinsen Saskatchewan, i den centrala delen av landet, 2 400 km väster om huvudstaden Ottawa. Ajawaan Lake ligger 581 meter över havet. Arean är 0,65 kvadratkilometer. Den ligger vid sjöarna  Kingsmere Lake och Lone Island Lake.
I omgivningarna runt Ajawaan Lake växer i huvudsak barrskog. Trakten runt Ajawaan Lake är nära nog obefolkad, med mindre än två invånare per kvadratkilometer.